# Hammerbach (Schaale)
Der Hammerbach  ist ein Fließgewässer im Gemeindegebiet der Stadt Zarrentin am Schaalsee im Landkreis Ludwigslust-Parchim in Mecklenburg-Vorpommern.

## Verlauf
Der linke Zufluss der Schaale hat seine Quelle nördlich von Bockstanz westlich der Landesstraße L 041. Von dort fließt er in südlicher Richtung durch das 932 ha große Naturschutzgebiet Moorrinne von Klein Salitz bis zum Neuenkirchener See und durchquert den Neuenkirchener See und den Boissower See und damit das ca. 86 ha große Naturschutzgebiet Boissower See und Südteil des Neuenkirchener Sees. Der Bach unterquert östlich von Boissow die L 04 und anschließend die Kreisstraße K 8 und fließt durch Bantin. Er mündet bei Schaalmühle nördlich der L 04 in die Schaale, die wiederum in die Sude mündet.